# Cerkiew św. Dymitra w Desznicy
Cerkiew św. Dymitra w Desznicy – dawna cerkiew greckokatolicka, wzniesiona w 1790 w Desznicy.
Po 1947 przejęta i użytkowana jako kościół kościół rzymskokatolicki. Od 1987 roku pełni funkcję kościoła parafialnego p.w. Matki Bożej Niepokalanej parafii w Desznicy.

## Historia
W 1790 zbudowano obecną cerkiew na miejscu poprzedniej drewnianej, która spłonęła. 8 kwietnia 1891 cerkiew konsekrowano. W następnych latach świątynię odnowiono i upiększono staraniem pochodzącego z Desznicy kardynała Sylwestra Sembratowycza. W 1947 po wysiedleniu ludności łemkowskiej cerkiew zaadaptowano na świątynię rzymskokatolicką i utworzono w Desznicy ekspozyturę parafii w Nowym Żmigrodzie. W 1952 ksiądz Karol Wojtyła wędrując po Beskidzie Niskim odprawił w cerkwi mszę św.. W 1985 obiekt wpisano na listę zabytków.

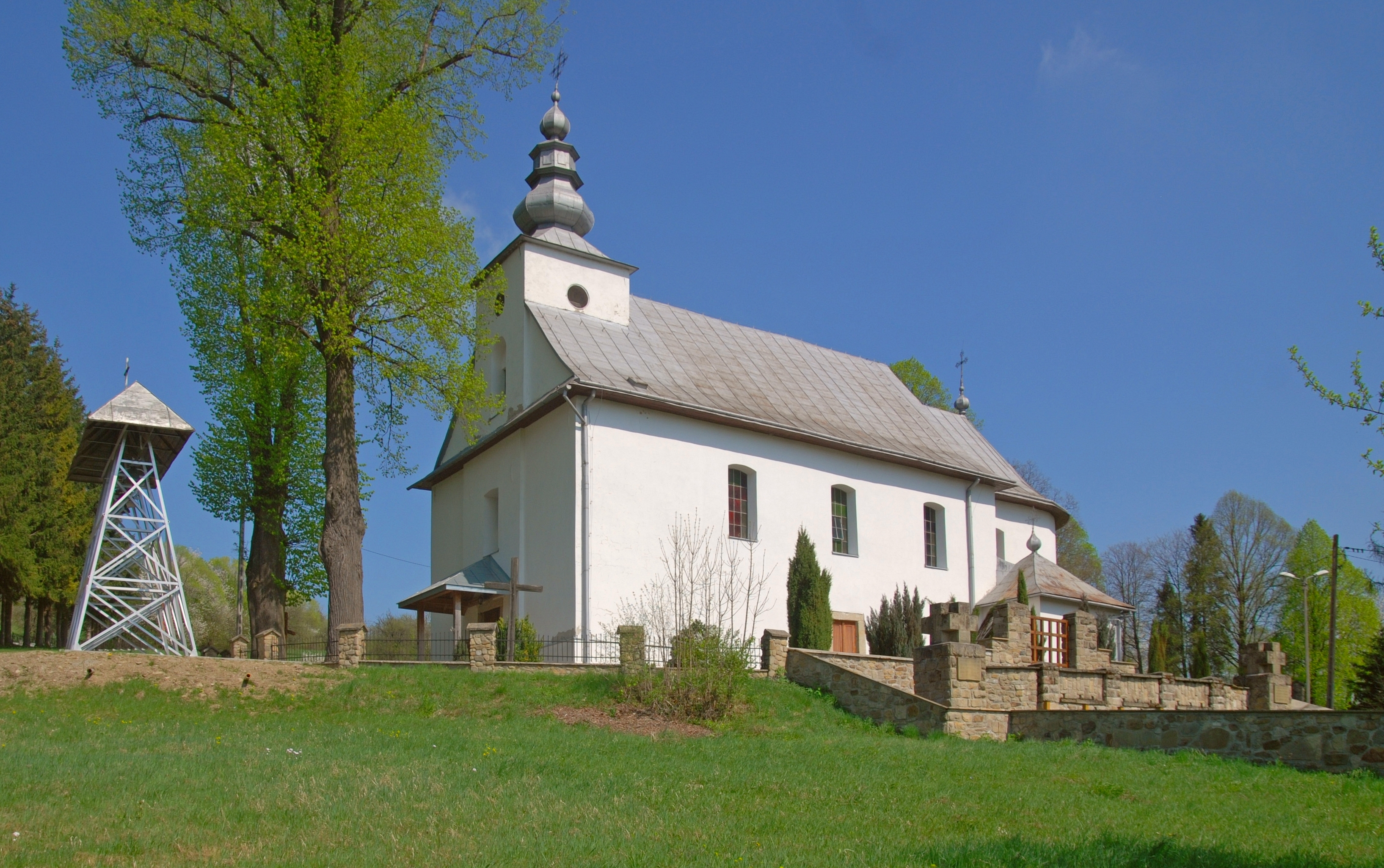
Dzwonnica, świątynia, cmentarz wojenny nr 7
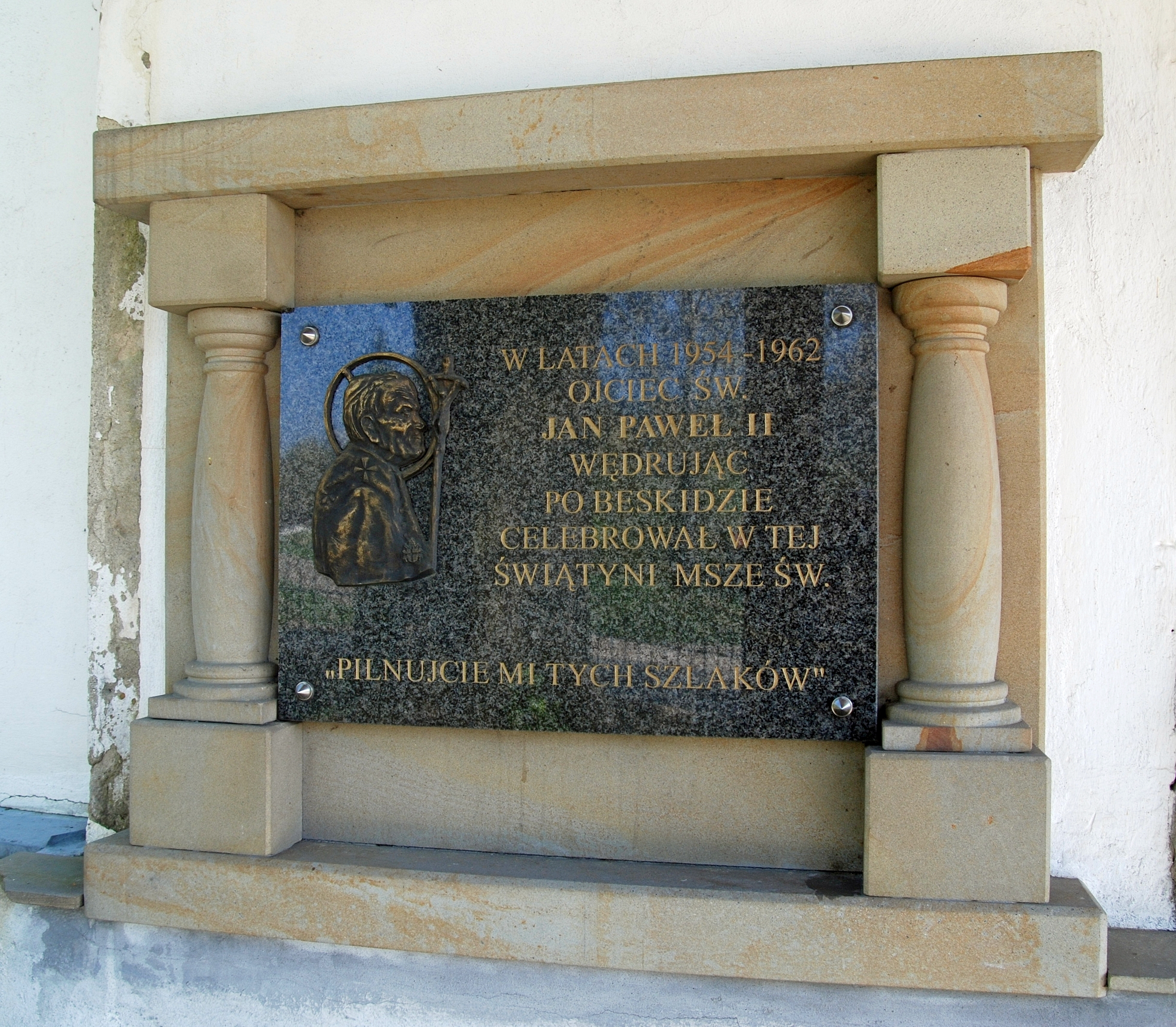
Tablica na ścianie frontowej
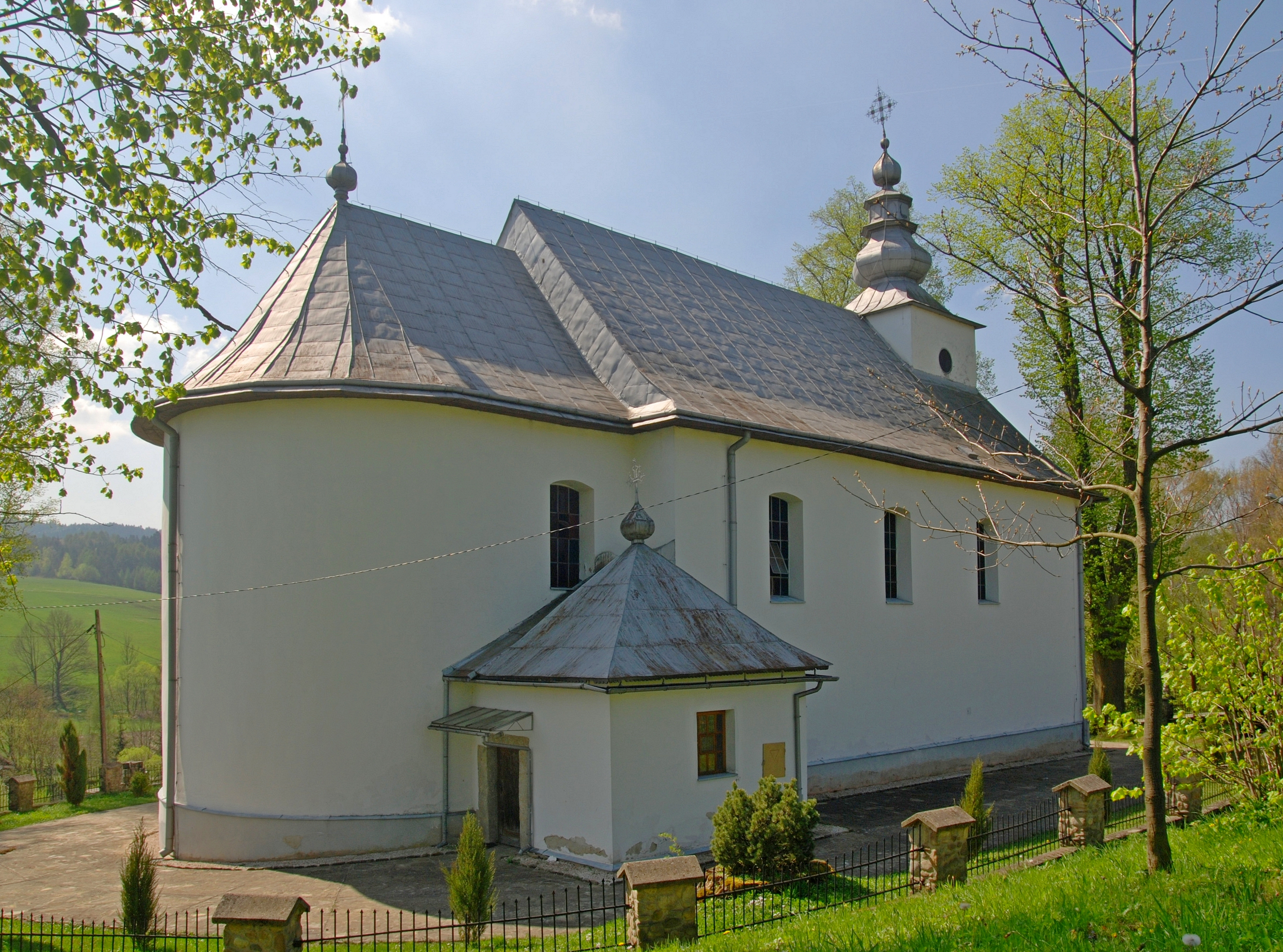
Elewacja wschodnia
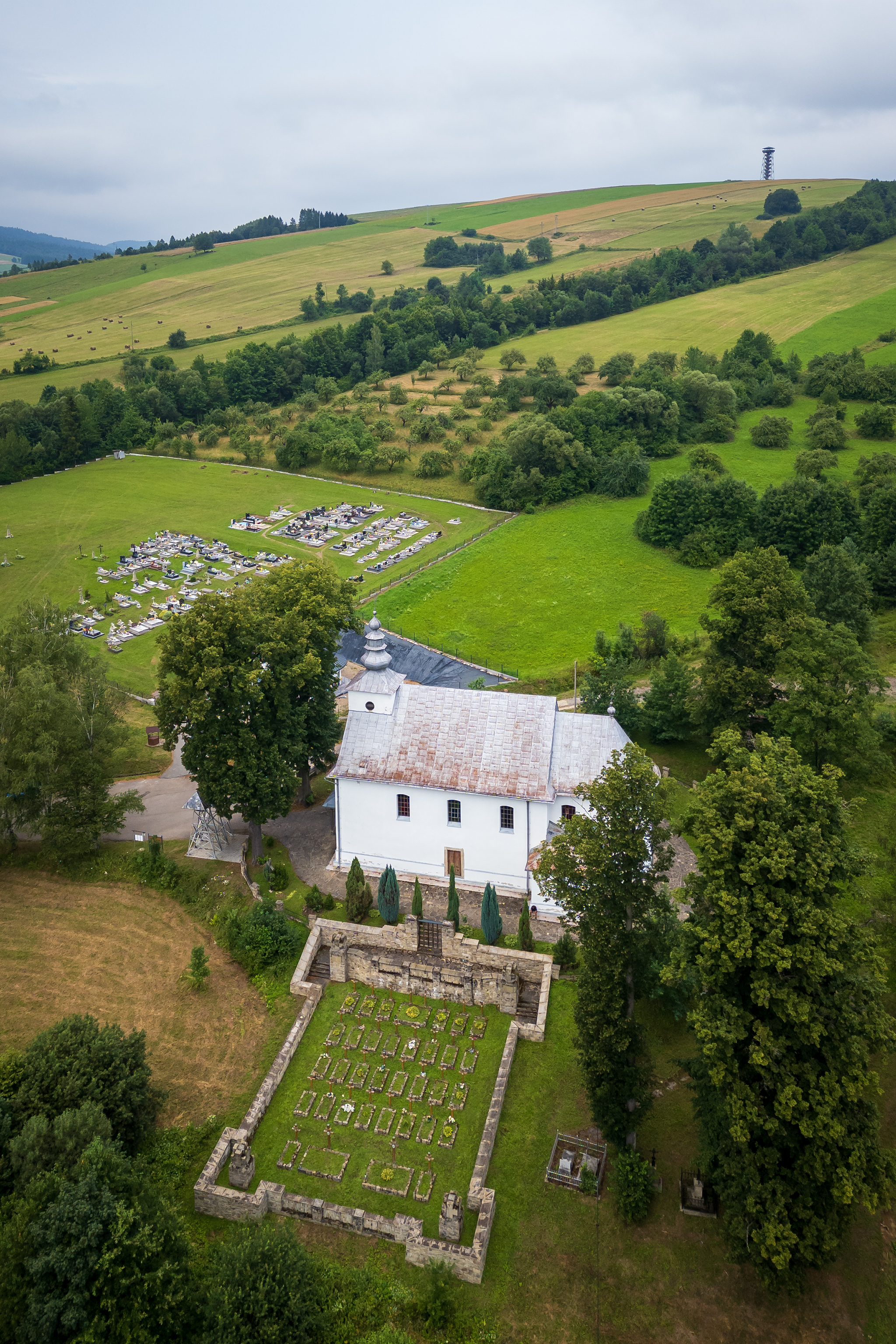
Widok z lotu ptaka

## Architektura i wyposażenie
Obiekt zbudowany z tutejszego kamienia piaskowego, otynkowany, kryty blachą. Jednonawowy z kruchtą i przedsionkiem.
Wnętrze całkowicie pokryte polichromią. Część ikonostasu i obrazów wywieziono do ZSRR, z pozostałych utworzono ołtarz główny i cztery boczne stanowiące obecne wyposażenie. Znajduje się tu także żyrandol z Kotani. W kościele znajdują się relikwie św. Jana Pawła II, św. Faustyny, bł. Karoliny i bł. Władysława Findysza, a ołtarz główny posiada relikwie św. Wojciecha i św. Katarzyny.

## Wokół cerkwi
Cerkiew otoczona kamiennym murkiem. Obok współczesna dzwonnica metalowa z dzwonem z Kotani. Poniżej od południa przylega cmentarz wojenny nr 7 z I wojny światowej odnowiony w 2010. W pobliżu od strony zachodniej połemkowski cmentarz z ciekawymi nagrobkami.

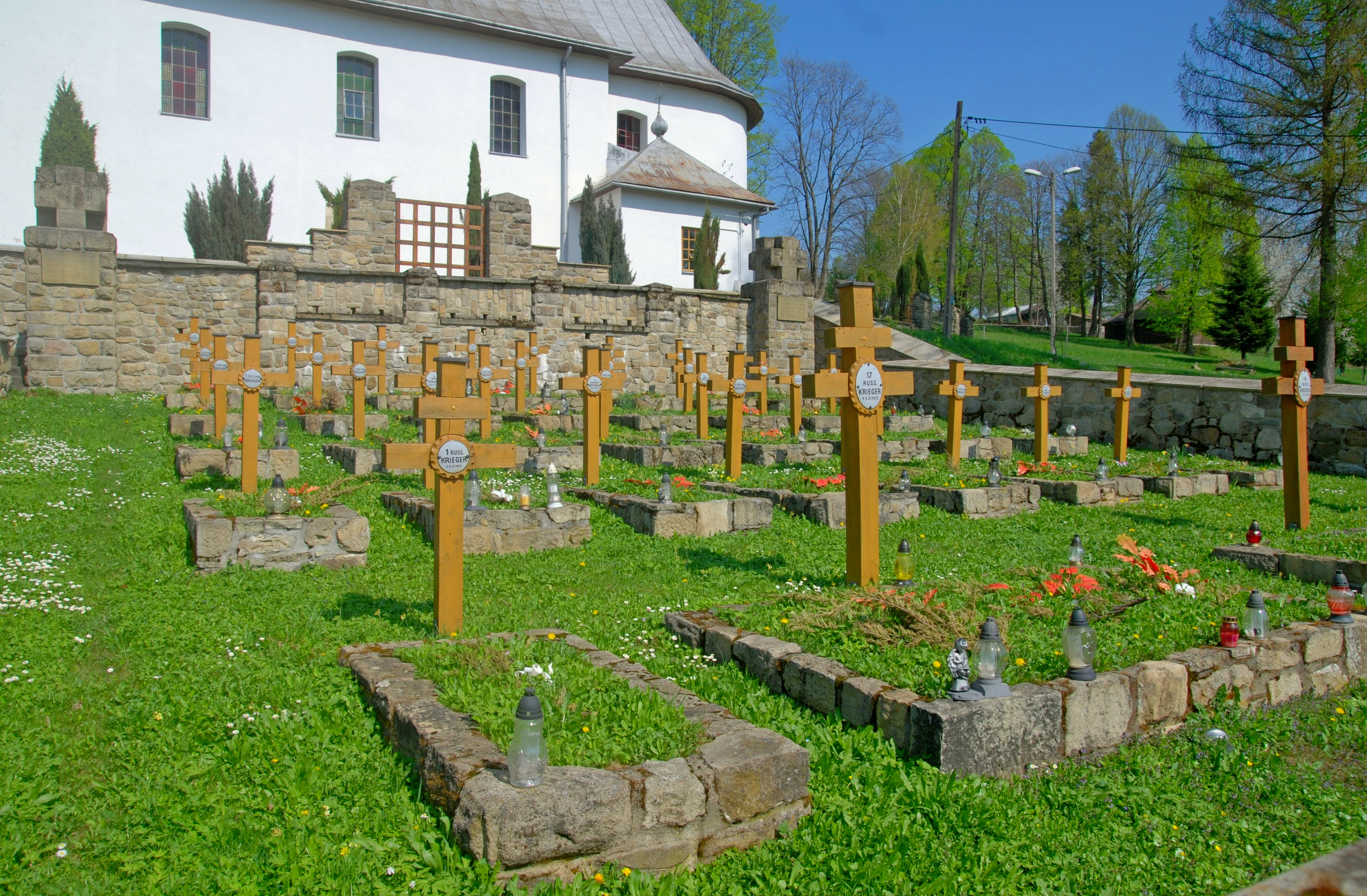
Cmentarz wojenny nr 7
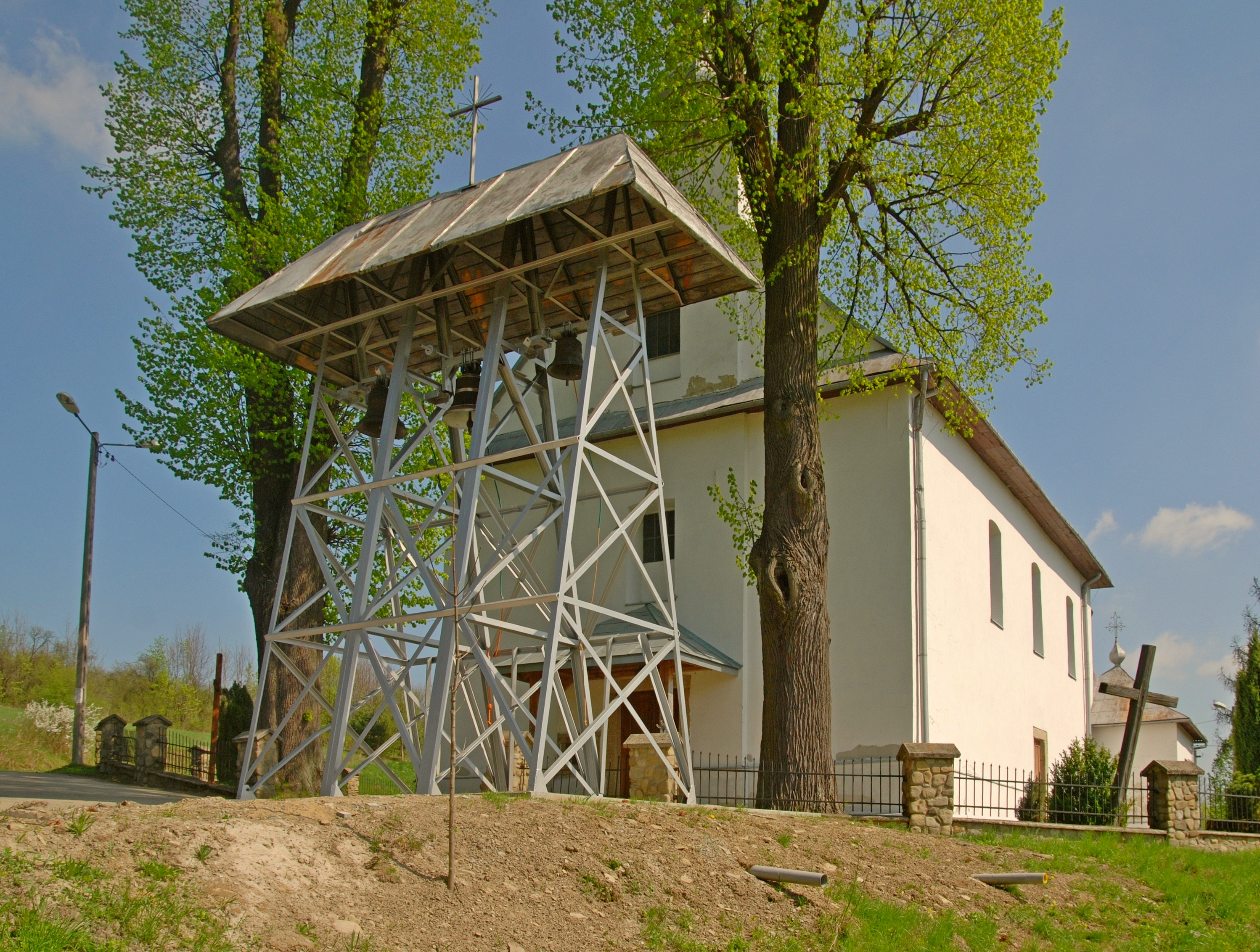
Dzwonnica
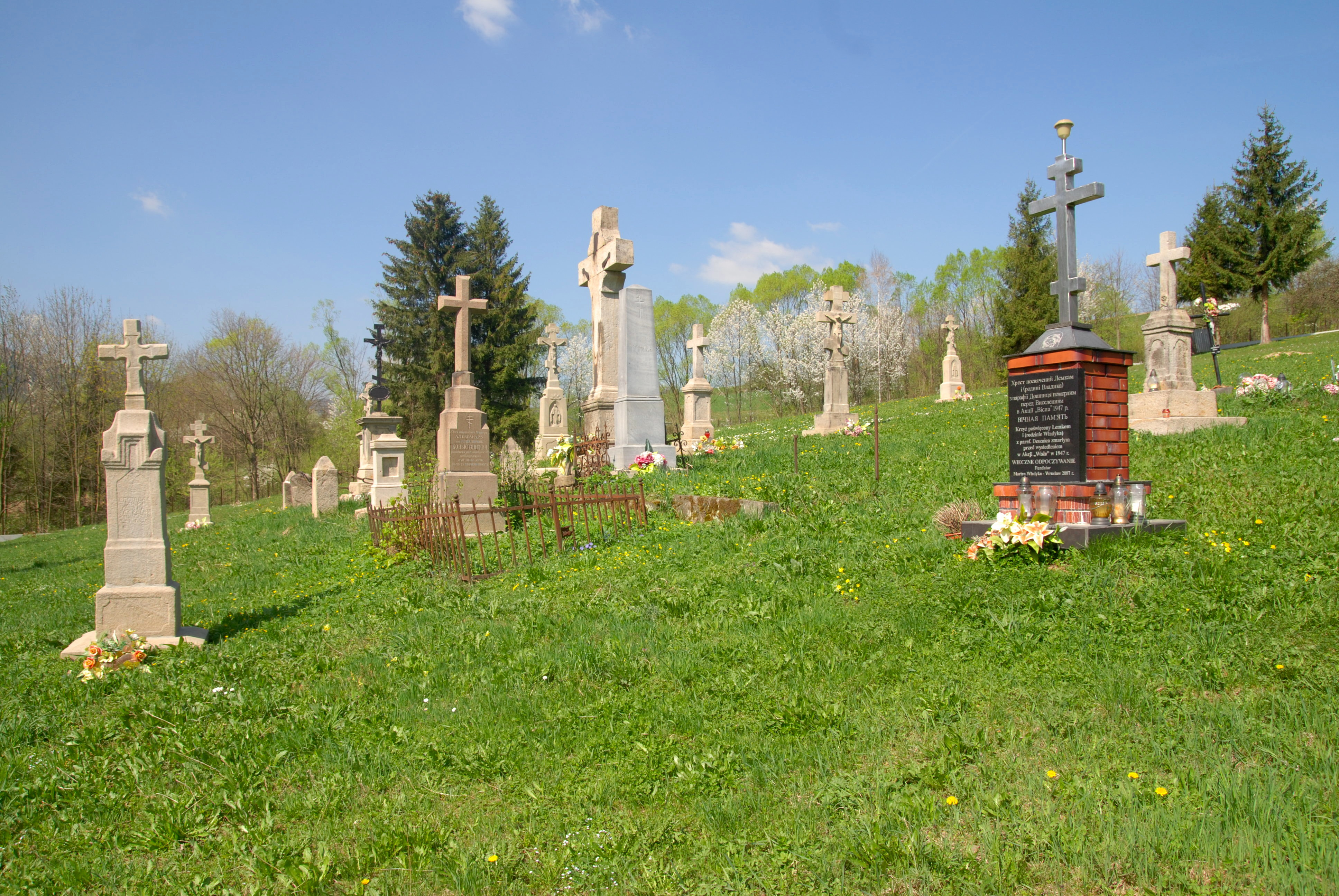
Cmentarz połemkowski